# Rachel Crosbee
Rachel Norah Fox-Crosbee (nacida Rachel Norah Fox; Harpenden, 6 de mayo de 1969) es una deportista británica que compitió en piragüismo en la modalidad de eslalon.
Ganó cuatro medallas en el Campeonato Mundial de Piragüismo en Eslalon entre los años 1993 y 1999, y una medalla de plata en el Campeonato Europeo de Piragüismo en Eslalon de 1998.
Su hermano Richard, su cuñada Myriam Jerusalmi y sus sobrinas Jessica y Noemie Fox han competido en el mismo deporte.

## Palmarés internacional
| Campeonato Mundial | Campeonato Mundial                   | Campeonato Mundial | Campeonato Mundial |
| Año                | Lugar                                | Medalla            | Competición        |
| ------------------ | ------------------------------------ | ------------------ | ------------------ |
| 1993               | Mezzana (Italia)                     | Medalla de bronce  | K1 por equipos     |
| 1995               | Nottingham (Reino Unido)             | Medalla de plata   | K1 por equipos     |
| 1997               | Três Coroas (Brasil)                 | Medalla de bronce  | K1 por equipos     |
| 1999               | Seo de Urgel (España)                | Medalla de bronce  | K1 por equipos     |
| Campeonato Europeo |                                      |                    |                    |
| Año                | Lugar                                | Medalla            | Competición        |
| 1998               | Roudnice nad Labem (República Checa) | Medalla de plata   | K1 por equipos     |